# بن اگلتون
بنجامین جان اگلتون (به انگلیسی: Benjamin John Eggleton) (متولد ۶ نوامبر 1970) معاون حرفه ای (تحقیق) در دانشگاه سیدنی است. او همچنین استاد دانشکده فیزیک است که در آنجا یک گروه تحقیقاتی در فوتونیک یکپارچه، اپتیک غیرخطی و حسگرهای هوشمند را رهبری می‌کند و به عنوان مدیر مشترک شبکه سنجش هوشمند NSW (NSSN) خدمت می‌کند.